# Машурова, Дурням Мурдиновна
Дурням Мурдиновна Машурова (8 марта 1943) — писательница и поэтесса Казахстана.

## Биография
Уйгурская писательница и поэтесса в Казахстане, член международной ассоциации писателей ПЕН-клуба.
Она писала слова к песням в исполнении группы «Дервиши» и Нурбуви Маметовой. Дурням Машурова стала известной за документальную новеллу «Не Зря Прожитая Жизнь» («англ. A Life Lived Not in Vain»), описывающую жизнь её покойного мужа Азата Машурова, которая была опубликована на уйгурском языке в 2005 году. Эта книга была переведена на русский язык в июне 2007 года.
В конце 2009 года вышла в свет сюрреалистическая новелла под названием «Ана Мираси» на уйгурском языке, а в декабре 2010 года был опубликован перевод книги на русском языке под названием «Завещание Матери», Алматы, Жазушы, 2010. Машурова также регулярно печатает свои очерки в газете «Уйгур авази».
Её дочь Дилярам вышла замуж за Карима Масимова.